# Horní Libochová
Horní Libochová település Csehországban, a Žďár nad Sázavou-i járásban. Horní Libochová Radkov, Pikárec, Jívoví, Dolní Libochová, Kundratice és Křižanov településekkel határos. Lakosainak száma 198 fő (2024. január 1.).

## Népesség
A település lakosságának változását az alábbi diagram mutatja:
| Lakosok száma | 348  | 331  | 307  | 203  | 211  | 215  | 197  | 200  | 194  | 198  |
|               | 1869 | 1890 | 1921 | 1950 | 1980 | 2001 | 2017 | 2019 | 2022 | 2024 |